# Николай Ларионов
Николай Ларионов (на руски: Николай Ларионов) е съветски и руски футболист и треньор.

## Кариера
Николай Ларионов прекарва голяма част от кариерата си в Ленинградския Зенит, с който през 1984 г. става шампион на СССР. По-късно, с привличането на известни имена в отбора, той се оказва ненужен и преминава в Динамо Ленинград. Едва през 1979 г. се завръща в Зенит, след това повече от 10 сезона защитава цветовете на клуба от Ленинград, а през 1983-1985 г. е капитан.
Един от малкото играчи на Зенит, постоянно викани в националния отбор на СССР. През 1983 г.

## Отличия

### Отборни
Зенит Ленинград
- Съветска Висша лига: 1984